# Серая короткоклювая муравьеловка
Серая короткоклювая муравьеловка (лат. Formicivora grisea) — вид птиц из семейства типичных муравьеловковых. Выделяют два подвида.

## Распространение
Обитают в Южной Америке.

## Описание
Длина тела 12—13 см, масса 9—12 г. У самца серо-коричневые макушка и верхние части тела. Крылья, хвост, нижняя часть лица и нижние части тела чёрные. Имеются две бросающихся в глаза белых полоски на крыльях и белая полоса, идущая сверху вниз по сторонам груди и боков. Хвостовые перья сверху белые.

## Биология
Насекомоядны. Самка откладывает два яйца. Гнёзда нередко разоряются хищниками, например, мелкими млекопитающими (такими как обыкновенная игрунка) несмотря на попытки птиц защитить свой выводок.

## Охранный статус
МСОП присвоил виду охранный статус LC.